# Il cattivo tenente - Ultima chiamata New Orleans
Il cattivo tenente - Ultima chiamata New Orleans (Bad Lieutenant: Port of Call New Orleans) è un film del 2009 diretto da Werner Herzog.
Il film, interpretato da Nicolas Cage ed Eva Mendes, è una sorta di remake de Il cattivo tenente (1992) di Abel Ferrara, anche se Herzog ha insistito sul fatto che non bisognerebbe definirlo così, visto che i due film hanno poco in comune, a parte un protagonista simile. Edward R. Pressman ha prodotto entrambe le pellicole.

## Trama
New Orleans è sotto gli effetti dell'uragano Katrina e nel comando di Polizia ormai evacuato, due sergenti, ancora al lavoro, si accorgono che nella piccola prigione sottostante quasi del tutto allagata, è rimasto ancora un uomo che se non verrà presto liberato morirà annegato.
I sergenti Terence McDonagh e Stevie Pruit assistono alle suppliche del prigioniero sventurato e con cinismo e crudeltà si mettono a scommettere sull'ora esatta del suo decesso. Ma poi, in uno slancio inatteso, McDonagh si tuffa in acqua per andare a salvare lo sventurato.
Sei mesi più tardi la città è tornata a vivere e McDonagh, che nel suo atto eroico ha subito un danno permanente alla schiena, è promosso tenente.
In un quartiere popolare viene trovata un'intera famiglia massacrata: padre, madre e tre figli, originari del Senegal. Il caso viene affidato proprio al fresco tenente, che capisce la grande occasione che gli è stata offerta, e si fa in quattro per venire a capo di una questione tutt'altro che semplice. La sua vita privata non è certo l'ideale per la professione che conduce. Frequenta e protegge una prostituta, ha un padre ed una matrigna alcolizzati, e, tra le medicine che prende per i dolori cronici, il poco sonno causato dal montare degli eventi investigativi, e il mix di droghe che assume, per lo più sottraendole dal magazzino dei corpi di reato, è costantemente in uno stato di alterazione che lo prostra senza però farlo mai desistere dal suo obiettivo.
Un quindicenne, presto individuato, ha assistito al massacro che, senza dubbio, è opera di "Big Fate", il boss del quartiere, infastidito dai traffici di droga avviati in proprio dall'immigrato senegalese sul suo territorio. Dopo che i suoi più stretti collaboratori sono stati arrestati, "Big Fate" decide di costituirsi, certo di potersela cavare con poco. Il ragazzino testimone a questo punto è la chiave di tutto. Poco dopo averlo preso in consegna però, Terence, lo perde. Recatosi fuori città per recuperare la sua protetta Frankie alle prese con un cliente "difficile", il tenente, per controllare in un bar l'andamento di una scommessa che avrebbe dovuto risollevargli le finanze e che invece lo affossa ancora di più, si accorge che il giovane è scappato. Recatosi dalla nonna di questi, dopo aver minacciato lei e l'anziana inferma che assiste, viene a sapere che il ragazzo è già in volo per l'Inghilterra a spese di quest'ultima. Nessuno potrà costringere il ragazzo a tornare e così l'indagine rischia di dissolversi. Non solo, l'anziana minacciata è la madre di un deputato e dopo la sua denuncia al tenente vengono tolte indagini e pistola.
Completamente a terra, Terence trova sollievo solo nella droga e nella sua inventiva che lo porta a trovare soluzioni, mai ortodosse, ma che spesso risultano efficaci. Relegato al magazzino dei corpi del reato, stringe un'alleanza con "Big Fate" al quale strappa la fiducia con una serie di concessioni ed informazioni riservate, salvo poi incastrarlo, dopo che questi, per altro, gli ha salvato la vita dagli scagnozzi mandati da quel cliente della sua protetta che lui aveva derubato e scacciato, nonostante fosse stato messo in guardia.
Risolte anche le grane con l'allibratore e conquistata definitivamente la bella Frankie, McDonagh ha così sorprendentemente rimesso tutte le cose a posto.
Un anno più tardi è promosso capitano e può festeggiare con padre e matrigna, ormai disintossicati, e con la bella Frankie che, incinta, lo aspetta amorevolmente ogni sera nella loro casa.
Così Terence, in preda ad un momento di crisi, sembra aver ripreso le sue vecchie abitudini. Mentre è in una camera di albergo in procinto di far uso di cocaina, il galeotto che aveva salvato nella prigione all'inizio del film lo incontra mentre sta facendo il servizio in camera e si offre di portarlo via di lì. La scena comunica probabilmente che i cambiamenti nella vita non si effettuano mai in un colpo solo ma richiedono tempo per essere radicati.

## Produzione
Il 13 maggio 2008 al Festival di Cannes venne annunciato che Werner Herzog avrebbe diretto il remake di Il cattivo tenente di Ferrara, con Nicolas Cage ad interpretare il ruolo principale.
Avi Lerner, uno dei produttori, in un'intervista rivela che, grazie alla reputazione "artistica" di Werner Herzog, Nicolas Cage ha accettato un compenso che è circa un decimo di quanto viene pagato di solito, ovvero circa 20 milioni di dollari. Questo ha reso possibile mantenere il budget totale del film al di sotto dei 25 milioni di dollari.
Lerner rivela inoltre che i nomi di Herzog e Cage hanno favorito la vendita anticipata dei diritti del film in Europa, e anche questo è stato un fattore che ha aiutato il budget; inoltre anche la scelta di New Orleans come location è stata solo in parte dettata da motivi artistici, visti gli incentivi economici che lo stato della Louisiana offre alle produzioni cinematografiche. Il film doveva originariamente essere ambientato a New York e la scena iniziale doveva riguardare un uomo in procinto di gettarsi sotto un treno della metropolitana.
Herzog rivela di essere riuscito a girare il film spendendo 2,5 milioni di dollari in meno del budget prestabilito.

### Polemiche
Abel Ferrara ha reagito molto male alla notizia del remake. Ha affermato, riferendosi ai realizzatori del nuovo film: «Spero che quella gente muoia all'inferno. Spero che si trovino tutti nello stesso tram e che esploda». A un giornalista che gli faceva notare che il film comunque sarebbe stato rifatto ha risposto, mettendosi le mani nei capelli: «Non ci contare».
Herzog ha tenuto a sottolineare che il suo film non sarebbe stato un remake di quello di Ferrara, ma solo un film con un protagonista simile, e con una storia e ambientazione del tutto diversa. Quando gli sono state riferite le parole di Ferrara, Herzog ha reagito dicendo: «È stupendo! Lasciategli combattere i mulini a vento, pensa che io stia facendo un remake». Ha inoltre affermato di non avere la minima idea di chi sia Abel Ferrara e di non aver mai visto nessuno dei suoi film.

### Riprese
Le riprese sono iniziate l'8 luglio 2008 a New Orleans e sono terminate il 26 agosto.

## Curiosità
- Werner Herzog dichiarò che prima di fare il film non conosceva affatto Abel Ferrara.

## Promozione

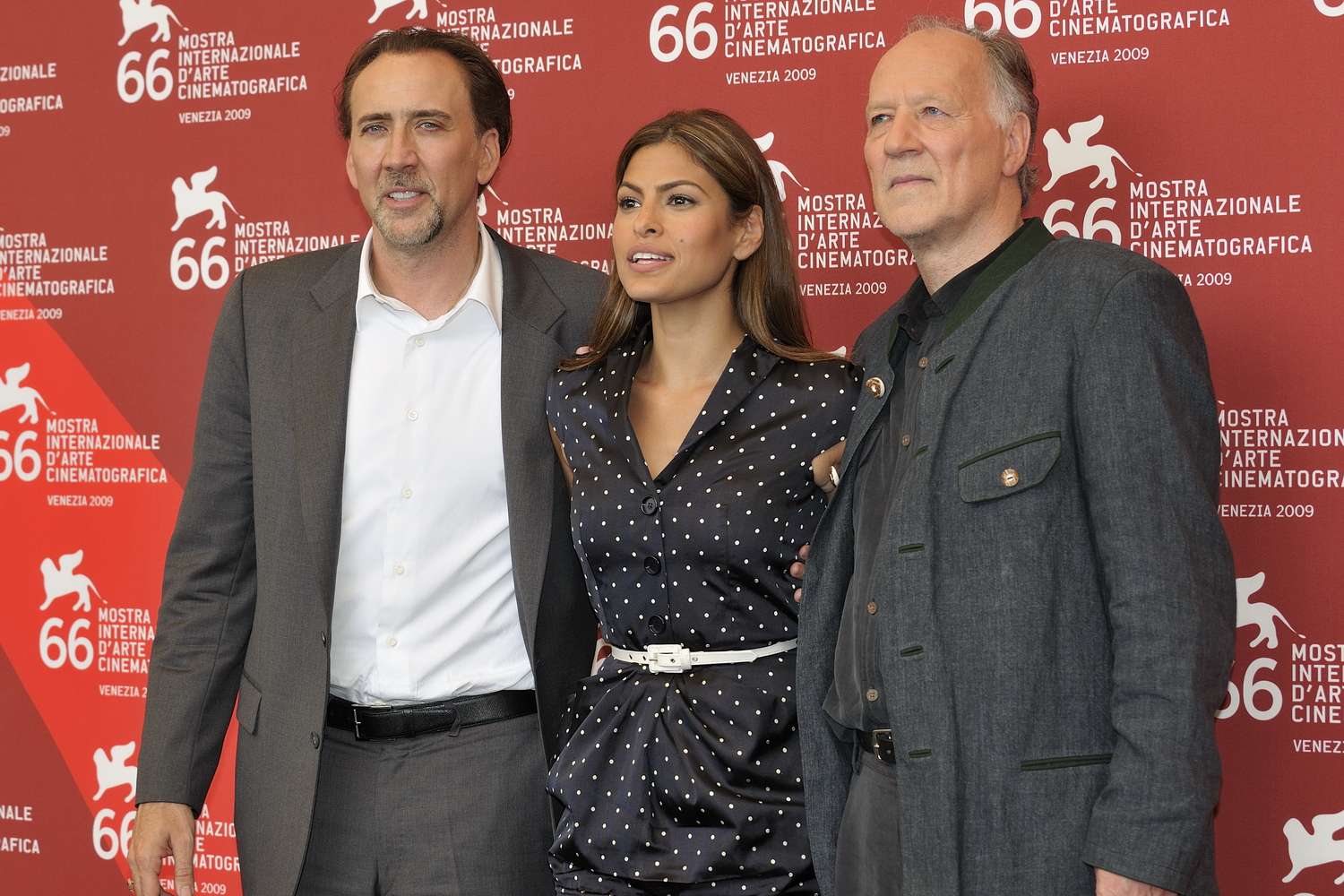
Nicolas Cage, Eva Mendes e Werner Herzog alla première del film alla 66ª Mostra internazionale d'arte cinematografica di Venezia

Il film è stato presentato in concorso alla 66ª Mostra internazionale d'arte cinematografica di Venezia il 4 settembre 2009. Era la prima volta che un film di Herzog veniva accettato nella sezione principale del Festival. Lo stesso giorno, inoltre, vi è stato presentato, come film a sorpresa,  My Son, My Son, What Have Ye Done, che Herzog ha realizzato subito dopo Il cattivo tenente. Il regista si è così aggiudicato il primato di essere il primo a partecipare in concorso al Festival con due diversi film contemporaneamente. Due giorni dopo il film ha avuto la première americana al Telluride Film Festival, per poi essere proiettato al Toronto International Film Festival.
Durante la conferenza stampa a Venezia Herzog ha ribadito di non aver visto Il cattivo tenente originale, e riguardo a Abel Ferrara ha dichiarato: «Mi piacerebbe incontrarlo però, e discutere del film con lui, davanti ad una bottiglia di whisky!». Ferrara infatti doveva essere al Festival per la première del suo documentario Napoli Napoli Napoli, ma non si è presentato.
Herzog e Ferrara si sono poi incontrati e chiariti nel 2013 in occasione del Festival del film Locarno.

## Distribuzione
Il film è uscito nelle sale italiane l'11 settembre 2009, distribuito dalla 01 Distribution.

## Premi
- 2009 - Toronto Film Critics Association Award
  - Miglior performance maschile a Nicolas Cage[9][10].
- 2009 - Festival di Venezia 2009
  - *Premio C.I.C.T. UNESCO Enrico Fulchignoni